# Ringsvanslemur
Ringsvanslemur, katta eller kattmaki (Lemur catta) är en art i familjen lemurer, inom ordningen primater. Ringsvanslemuren räknas idag som den enda arten i släktet Lemur.

## Utseende

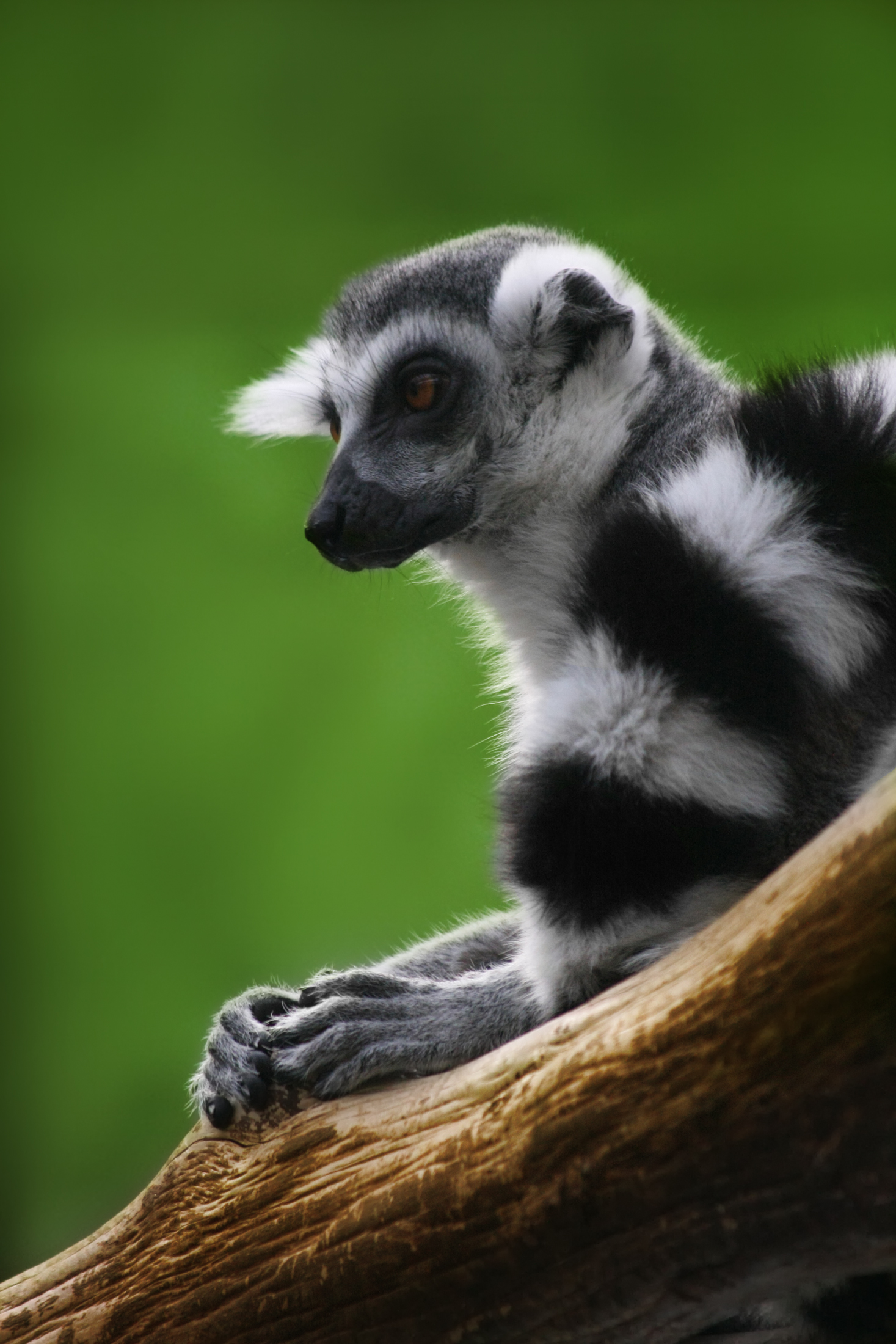
Närbild på huvudet

Djuret utmärks av ett långsträckt huvud, som liknar rävens, med ganska stora ögon och öron. Öronen har tät hårväxt, ofta till och med hårknippen. Bakbenen är betydligt längre än frambenen. Vristen är inte förlängd. Händerna och fötterna är tunnhåriga på ovansidan. Svansen är längre än kroppen och pälsen är mjuk, undantagsvis också ullig.
En ringsvanslemur blir ungefär 39 till 46 centimeter lång, med 56 till 62 centimeter lång svans. Vikten varierar mellan 2,2 och 3,5 kilogram. Hos arten finns ingen utpräglad könsdimorfism, könen har samma färgsättning och är ungefär lika stora. Färgen växlar från grå till roströd. Nosen och en ring omkring ögat är svarta. Ansiktet, öronen och kroppens undre sida är vita och svansen har 13 till 15 svarta och vita ringar. Händernas och fötternas undersida är långsträckt och täckt med läderartad hud och är lämpad för klättring i klippiga områden. Den första tån är förminskad jämfört med samma tå hos besläktade arter som lever i träd. Fingrarna och tårna på bakfoten bär naglar. Bara den andra tån bär liksom hos alla andra djur i underordningen Strepsirhini en klo för att vårda pälsen.
Ögonen har en ljusbrun till orange färg och ett skikt som reflekterar ljus (Tapetum lucidum). Kring varje öga finns mörkbruna till svarta fläckar som ungefärligen har en trekantig form.
Tandformeln är I2 C1 P3 M3, alltså 36 tänder sammanräknade. Överkäkens framtänder är små och alla lika stora. Mellan de övre hörntänderna och kindtänderna finns en mindre klaff.
Hos bägge könen förekommer doftkörtlar vid handleden. Hos hanar saknar stället hår. Denna fläck har en diameter upp till två centimeter och är utrustad med en tagg av hornämne. Honornas fläck är mindre. De flesta hanar har dessutom en körtel på bröstet precis ovanpå nyckelbenet, hos honor är denna körtel förminskad eller saknas helt. Bägge könen har däremot körtlar vid anusöppningen. Honornas två spenar ligger på brösten.

## Utbredning och habitat
Denna art lever socialt i grupper i skogarna på Madagaskar och angränsande öar. Utbredningsområdet ligger i ön södra och sydvästra delar. I väst ligger gränsen något norr om floden Mangoky, i sydöst förekommer arten fram till staden Taolanaro. Isolerade populationer i öns inre förekommer upp till 2 600 meter över havet. Under de senaste 50 åren ändrades utbredningsområdet inte påfallande. Regionen kan till och med vara större än hittills känd.
Ringsvanslemuren är den art i delordningen Lemuriformes med största variation av habitatet. Den föredrar skogar med törnförsedda växter, torra lövskogar, galleriskog samt savanner med några buskar. I bergstrakter förekommer arten i klippiga regioner ovanpå trädgränsen. Arten uthärdar alltså mycket olika klimatförhållanden. Den lever i torra regioner i Madagaskars sydvästra del som bara har 30 till 50 millimeter nederbörd per år, men även i bergsområden där temperaturen varierar mellan -7 och +24° Celsius.

## Levnadssätt

### Aktivitet och rörelser
Till skillnad från många andra primater i underordningen Strepsirrhini är de dagaktiva (och alltså inte nattdjur). På natten uppsöker de träd för att sova. Individer i bergsområden vilar i grottor ofta tätt bredvid varandra för att värma sig. Mellan klockan 5:30 och 8:30 på morgonen blir de aktiva, vanligen genom att solbada, särskilt när det är kyligt. Vid denna sysselsättning intar de en typisk ställning med upprätt överkropp, särade ben och händerna vilande på låren, så att undersidan får tillräckligt solljus. Sedan följer en aktiv tid där de letar efter föda eller rör sig på grund av andra skäl. Ungefär vid dagens mitt håller de rast. Vid kraftig hetta vilar de upp till fyra timmar. På eftermiddagen följer den andra aktiva fasen. Mellan cirka klockan 18:30 och 19:30 uppsöker ringsvanslemurer sina sovplatser. Ibland är de även aktiva på natten för att äta eller vårda pälsen men de sitter kvar på samma träd.
Arten vistas cirka 30 procent av sin tid på marken, något som är rekord hos dagens lemurer. Bara för utdöda medlemmar som det jättestora släktet Archaeoindris antas att de helt levde på marken. På marken går djuret på fyra fötter och håller svansen i luften. Svansens spets är där böjd bakåt och hela svansen påminner om ett frågetecken. Även på träd klättrar de med fyra extremiteter men de kan hoppa över större avstånd. Svansen används på träd för att hålla balansen.
De klättrar snabbt och vigt, gör långa språng från gren till gren, där de söker efter de insekter och frukter samt några andra växtdelar som de lever av.

### Socialt beteende och revir

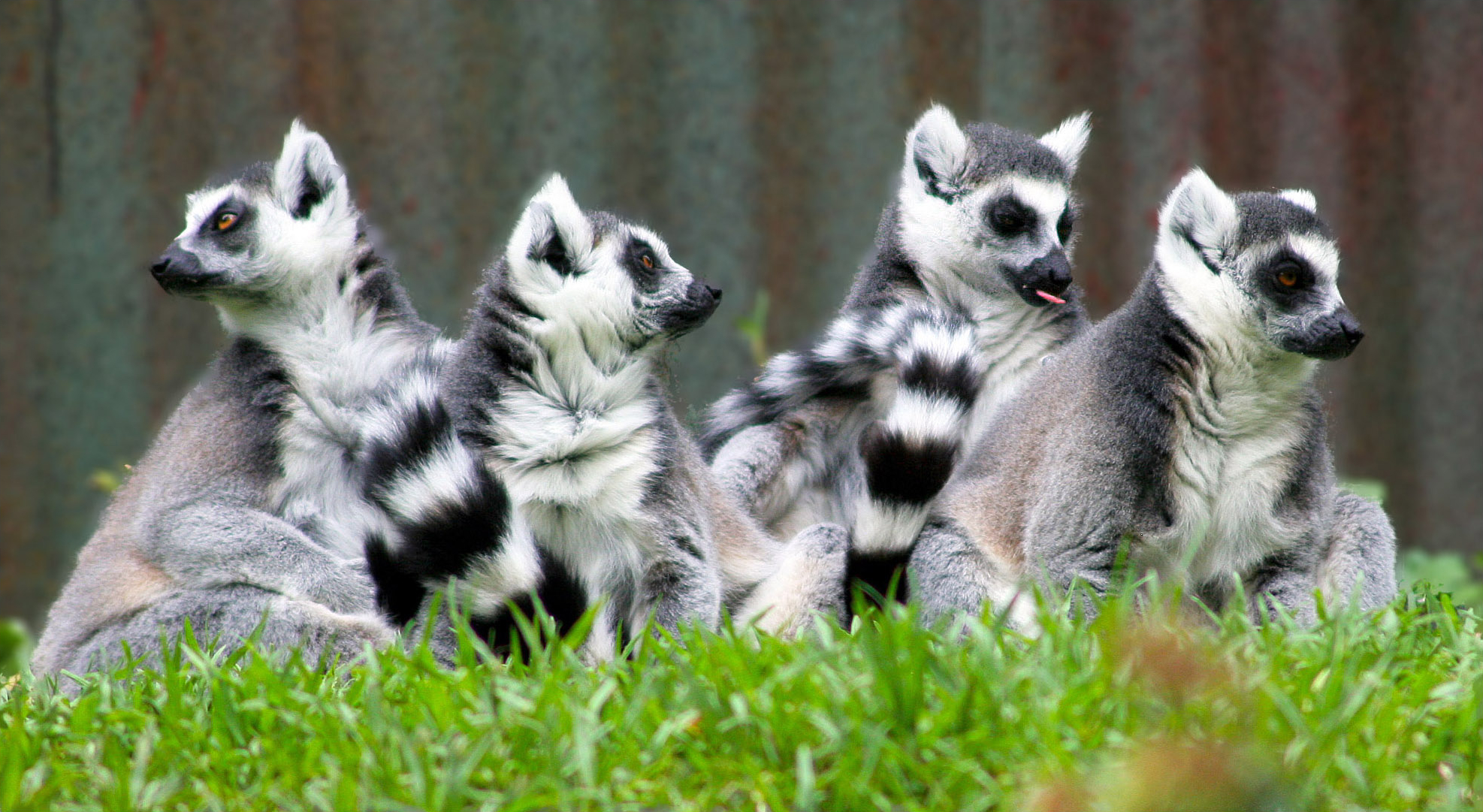
Ringsvanslemurer lever i grupper

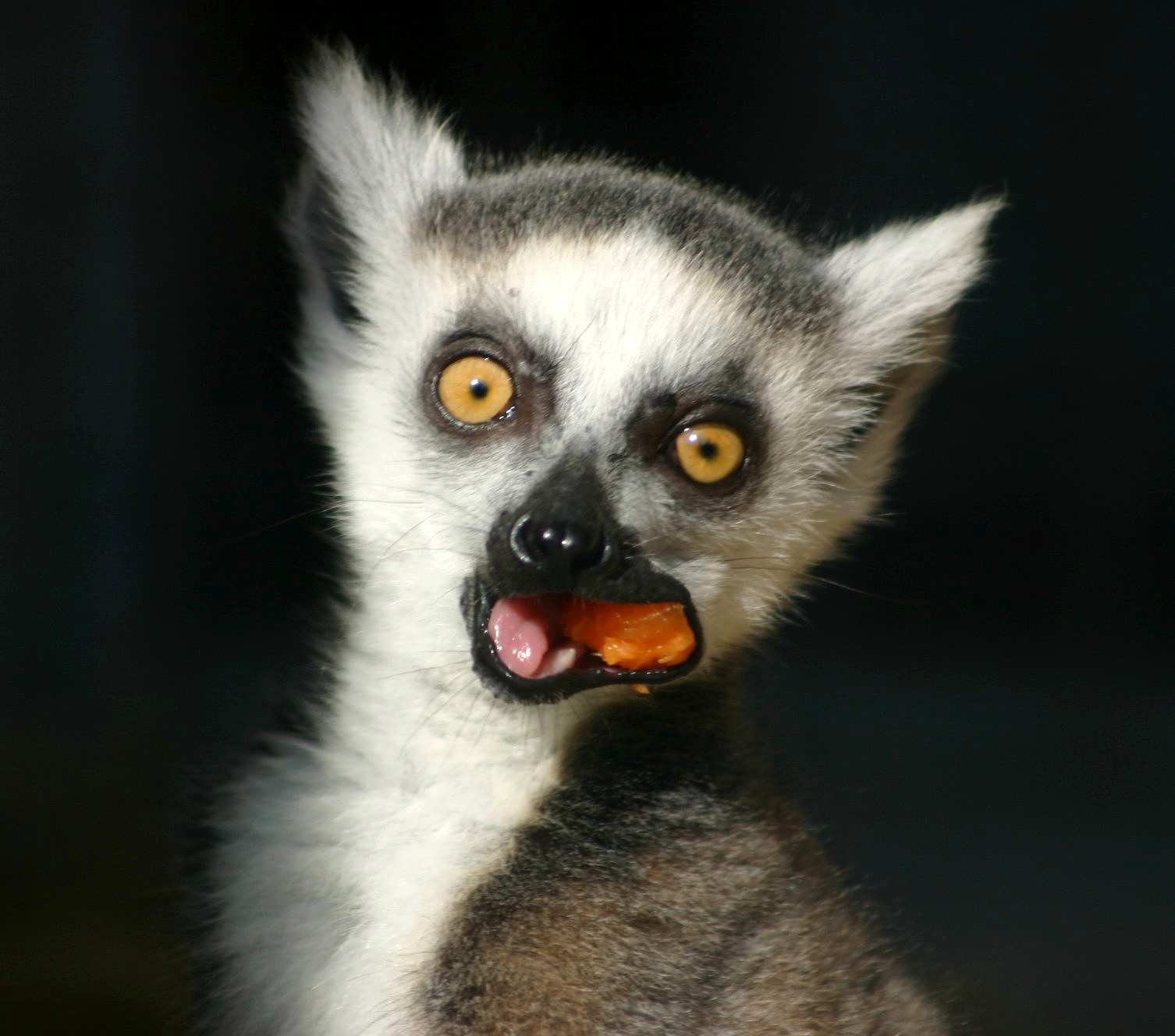
Ringsvanslemur

Ringsvanslemurer lever i grupper med genomsnittligt 13 till 15 individer, antalet djur i gruppen kan variera mellan 6 och något över 30. Flocken är sammansatt av ungefär lika många hanar, honor och ungar. Grupperna domineras av honorna. Då individer av honkön nästan alltid stannar i gruppen där de föddes bildas flockens kärna av en familj med nära besläktade honor. Ledningen övertas av en alfahona som bestämmer riktningen för gruppens vandringar och andra interaktioner. De övriga honorna etablerar en hierarki. Positionen i hierarkin ärvs inte och döttrar får ingen hjälp av sina mödrar för att få en bättre plats i rangordningen. I större grupper förekommer ibland flera familjer. Individer av samma familj vistas där närmare bredvid varandra och känns igen när de vårdar varandras päls. Mellan honor som inte är släkt uppstår oftare aggressioner.
Vuxna honor visar sin dominans även mot hanar, de jagar bort hanarna eller slår och biter dem. Hanarna måste lämna sin grupp när de blir könsmogna. Har hannarna hittat en ny grupp upprättar de likaså en hierarki. Därför utför de så kallade ”stänkstrider” . De flyttar sekret från körteln på armen till svansen och viftar med svansen framför motståndarens huvud. För det mesta finns tre hanar med hög ställning i gruppen och flera hanar med lägre ställning. Hanarnas position är även beroende på individens ålder. Dominerande hanar är vanligen mellan 6 och 9 år gamla. Underordnade hanar är antingen yngre eller äldre, eller de är nya i flocken. Dominerande hanar vistas oftast i gruppens centrum. De är på så sätt bättre skyddade mot fiender, har bättre tillgång till föda och är närmare honorna, något som är viktigt under parningstiden.
Unga hanar lämnar vanligen sin ursprungsgrupp när de är mellan tre och fem år gamla. Ofta flyttar två eller tre hanar samtidigt och de försöker gemensamt få plats i en annan grupp. Först efter flera månader betraktas de som riktiga medlemmar av den nya gruppen. I genomsnitt byter unga hanar sin grupp med 1,4 års mellanrum. För äldre hanar ligger samma värde på 3,5 år. Bytet av flocken sker bara mellan december och maj, oftast under parningstiden i april.
När gruppen blir för stor delas den i två grupper. Uppdelningen äger rum när antalet individer ligger vid 15 till 25 eller när honornas antal ligger vid 8 till 10. Vid dessa tillfällen driver de dominanta honorna bort alla andra honor. De senare upprättar efteråt en egen flock, sällan får de ansluta till en annan grupp. Nya grupper har ofta ett fåtal medlemmar och de har svårt att komma fram till platser med föda.
Ringsvanslemurer har inga helt avgränsade revir men föredrar vissa vandringsleder. Beroende på region och årstid vandrar de genom territorier som är 6 till 30 hektar stora. I våta regioner och under regntiden är territoriet mindre medan det i torra regioner eller under den torra årstiden är större. Flocken vandrar per dag ungefär 1 000 meter och använder samma avsnitt av leden tre till fyra dagar. Sedan flyttar de till en annan plats.
Vandringsleden markeras med sekret av körtlarna. Honor använder därför körteln vid anus och hanar skrapar med det taggiga utskottet vid handleden på mindre trädstammar eller grenar och lämnar på så sätt sitt doftspår. Vandringsleder av olika grupper kan överlappas. När två flockar träffas försvaras gruppen vanligen av honorna. Ofta räcker det att stirra motståndaren i ansiktet men ibland hoppar de på varandra eller slår och biter. I vissa fall eskalerar dessa möten och enskilda individer såras eller dödas. Efteråt vistas varje grupp vanligen i centrum av sitt revir.